# Monhystera ampliceps
Monhystera ampliceps är en rundmaskart som beskrevs av Goffart 1950. Monhystera ampliceps ingår i släktet Monhystera och familjen Monhysteridae. Inga underarter finns listade i Catalogue of Life.